# E continuavano a fregarsi il milione di dollari
E continuavano a fregarsi il milione di dollari (Bad Man's River) è un film del 1971 diretto da Eugenio Martín.

## Trama
Bomba e Alicia, due novelli sposi, compiono rapine, ma lei sparisce dopo avergli soffiato il bottino. Alcuni anni dopo, Bomba scopre che Alicia si è sposata con il capo rivoluzionario Monedero, l'uomo che ha assoldato Bomba per far saltare un arsenale dell'esercito regolare, fissando la ricompensa prima a diecimila, poi a un milione di dollari.